# Mauve de Saint-Ay
La Mauve de Saint-Ay est un cours d'eau français qui coule dans le départementdu Loiret. C'est un affluent de la Loire en rive droite.

## Géographie
La Mauve de Saint-Ay présente une longueur de 14,3 kilomètres. Elle prend sa source dans la commune de Bucy-Saint-Liphard, à une altitude de 115 m, et se jette dans la Loire, dans la commune de Meung-sur-Loire, à une altitude de 83 m. Le cours d'eau présente ainsi une pente hydraulique de 2,2 mm/m. Il s'écoule globalement de l’est vers l'ouest.

### Communes traversées
La Mauve de Saint-Ay draine cinq communes, soit d'amont vers l'aval : Bucy-Saint-Liphard, Ingré, Chaingy,  Saint-Ay, Meung-sur-Loire.

### Bassin versant
Son bassin versant correspond à la zone hydrographique « la Loire du Loiret (nc) à la Mauve (nc) (K440) » et est constitué à 26.14 % de « territoires agricoles », 32.02 % de « forêts et milieux semi-naturels » et à 3.64 % de « territoires artificialisés ».

## Pêche et peuplements piscicoles
La catégorie piscicole est un classement juridique des cours d'eau en fonction des groupes de poissons dominants. Un arrêté réglementaire préfectoral permanent reprend l’ensemble des dispositions applicables en matière de pêche dans le département du Loiret en les différenciant selon les catégories piscicoles. La Mauve de Saint-Ay est classée en deuxième catégorie, c'est-à-dire que l'espèce biologique dominante est constituée essentiellement de poissons blancs (cyprinidés) (donc rivière cyprinicole) et de carnassiers (brochet, sandre et perche).

## Gouvernance

### Échelle du bassin
En France, la gestion de l’eau, soumise à une législation nationale et à des directives européennes, se décline par bassin hydrographique, au nombre de sept en France métropolitaine, échelle cohérente écologiquement et adaptée à une gestion des ressources en eau. La Mauve de Saint-Ay est sur le territoire du bassin Loire-Bretagne et l'organisme de gestion à l'échelle du bassin est l'agence de l'eau Loire-Bretagne.

### Échelle locale
En 2017, la Mauve de Saint-Ay n'était pas gérée au niveau local par un syndicat intercommunal.
Depuis le 1er Janvier 2018, la Mauve de Saint-Ay est gérée par la Communauté de Communes des Terres du Val de Loire, au titre de la compétence GEMAPI.